# Rhenprovinsen
Rhenprovinsen var en provins i Preussen som existerade från 1822 till 1946 och vars huvudstad var Koblenz. 1946 upplöstes Rhenprovinsen och uppgick i förbundsländerna Rheinland-Pfalz och Nordrhein-Westfalen.
Rhenprovinsen var den västligaste och folkrikaste provinsen i Preussen. Den begränsades i väster av Luxemburg, Belgien och Nederländerna, i nordöst av Westfalen, i öster av Westfalen, Hessen-Nassau, storhertigdömet Hessen och Rhen-Pfalz och i söder av Elsass-Lothringen. Provinsen omslöt i sin södra del det oldenburgska furstendömet Birkenfeld; kretsen Wetzlar låg skild från den övriga Rhenprovinsen mellan provinsen Hessen-Nassau och storhertigdömet Hessen.

## Historia
Rhenprovinsen omfattade det sedan 1614 med Preussen förenade hertigdömet Kleve, furstendömet Moers (sedan 1702) och hertigdömet Geldern (1713), vidare hertigdömena Jülich och Berg jämte andra gamla kurpfalziska besittningar, det forna ärkebiskopsstiftet Trier, ärkebiskopsstiftet Köln, delar av ärkebiskopsstiftet Mainz och av hertigdömena Lothringen, Luxemburg och Limburg, 4 furstendömen, 13 grevskap, 3 borggrevskap, 38 herrskap, 7 riksomedelbara abbotstift, de 3 forna riksstäderna Köln, Aachen och Wetzlar samt flera fordom fria riksbyar och riddargods. Ännu 1801, då genom freden i Lunéville hela vänstra Rhenstranden avträddes till Frankrike, låg inom provinsens område omkring 100 riksomedelbara territorier. Genom Wienkongressen förvärvades dessa 1815 av Preussen, vars besittningar något ökades genom andra Parisfreden. Landet var till 1824 delat på 2 provinser (Jülich-Kleve-Berg och Niederrhein). 1834 tillkom det koburgska furstendömet Lichtenberg och 1866 en del av Hessen-Homburg (kretsen Meisenheim).
Efter andra världskriget delades Rhenprovinsen mellan de franska och brittiska ockupationszonerna. Rhenprovinsens nordliga regeringsområden Aachen, Düsseldorf och Köln slogs samman med provinsen Westfalen och Fristaten Lippe för att bilda det nya förbundslandet Nordrhein-Westfalen. Förbundslandet Rheinland-Pfalz skapades ur Rhenprovinsens sydliga regeringsområden Koblenz och Trier, det tidigare bayerska Pfalz, Rheinhessen som tidigare tillhört Folkstaten Hessen, ur delar av den tidigare preussiska provinsen Hessen-Nassau och det tidigare oldenburgska området kring Birkenfeld.

## Befolkning och geografiska förhållanden
Rhenprovinsen hade en areal på 27 000 km² och 7 121 140 invånare (1910), 264 invånare per km². Det var Preussens tätast befolkade provins. 29,5 procent var protestanter, 69 procent katoliker och 0,08 procent judar. 10 procent var polsktalande.
Provinsen låg på ömse sidor om Rhen, övervägande på dess vänstra sida. Södra och större delen bestod av Rhenska skifferbergen. På högra Rhenstranden träder utlöpare av Westerwald ända till strömmen (dit hör även Siebengebirge), varemot grenarna av Sauerland vid Sieg och Wupper samt av Ruhrs stenkolsområde inte når Rhen.
På vänstra stranden ligger Hunsrücks och Eifels höga platåer, skilda från varandra genom Mosels djupa dal och djupt fårade av andra floddalar. Längst i norr var Rhenprovinsen slätt. Bergen var i allmänhet skogbevuxna, dock var Eifels skog mycket gles, och stora sträckor var öde hedar. Vid detta bergs norra kant ligger Hohes Venn med väldiga torvmossar. Nästan hela provinsen tillhör Rhens flodområde; endast ett litet område i nordväst vattnas av bifloder till Maas. Rhens förnämsta bifloder inom provinsen är Nahe, Mosel, Ahr och Erft från vänster samt Sieg, Wupper, Ruhr, Emscher och Lippe från höger. Den enda sjön av någon betydenhet är Laacher See, den största av kratersjöarna på Eifel. Klimatet är på slättlandet och i dalarna mildare än i någon annan del av Preussen.

## Jordbruk och näringsliv
Av arealen utgjorde (1900) 44,5 procent åker, 0,53 procent vinodling, 7,8 procent äng, 9,3 procent beten och impediment, 30,9 procent skog, 1,25 procent trädgårdar, resten vägar, bebyggd mark och vattendrag. Jordbruket var inte särskilt utvecklat, beroende delvis på att stora områden är mycket litet givande; på högslätterna bedrevs jordbruket relativt primitivt. Provinsen var därför inte självförsörjande på livsmedel.
Rhenprovinsens viktigaste rikedomskälla var dess stora tillgångar på stenkol och järnmalm samt därpå grundade industrier. Stenkol finns i tre stora bäcken: vid Aachen, vid Saarland i södra Rhenprovinsen och vid Ruhrområdet. Därtill fanns brunkol i Westerwald, i Vorgebirge och kring Aachen. Av andra malmer fanns blymalm i Eifel och vid Lahn, zinkmalm vid Gummersbach och vid Aachen, kopparmalm , kobolt- och manganmalmer, dock i liten mängd. Järnmalm fanns vid Saar och vid Sieg samt för övrigt på flera andra ställen.
Med hänsyn till industrin intog Rhenprovinsen den främsta platsen bland Preussens provinser. Den förekom mest på högra Rhenstranden, men huvudsakligen blott i vissa områden på den vänstra såsom omkring Köln, mellan Krefeld och Aachen och i Saarområdet; däremot saknades den på högslätten väster om Rhen samt i den nordligaste delen av provinsen.
De största handelsstäderna var Koblenz, Köln, Mühlheim, Düsseldorf, Duisburg och Wesel, samtliga med flodhamnar. Den befordras genom Rhen och dess segelbara bifloder samt genom ett järnvägsnät, som 1912 var 4 175,3 km långt, det största i Preussen, näst Schlesiens.

## Administrativ indelning
I administrativt hänseende var Rhenprovinsen indelad i 5 regeringsområden: Koblenz med 14, Düsseldorf med 29, Köln med 13, Trier med 14 och Aachen med 11 kretsar. Provinsen hade 133 städer, varav 11 med mer än 100 000 invånare och 49 andra med över 10 000 invånare. Huvudstad var Koblenz, men provinsens lantdag sammanträdde i Düsseldorf. Provinsen hade två oberlandesgerichte (i Köln och Düsseldorf), varjämte vissa områden lydde under motsvarande domstolar i Frankfurt och i Hamm.
Största delen tillhörde 8:e armékårens område (en del till den 7:e). Fästningar var Köln, Koblenz och Wesel.
Till Preussens andra kammare sände Rhenprovinsen 63 ledamöter och till tyska riksdagen 35.
Den evangeliska kyrkan löd under en generalsuperintendent (jämte konsistorium) i Koblenz. Den romersk-katolska kyrkan har en ärkebiskop i Köln och en biskop i Trier; vissa gränstrakter löd dock under biskoparna i Mainz, Liège och Münster. Gammalkatolikerna hade en biskop i Bonn.